# Popular Problems
Popular Problems  13 je studijski album kanadskog pjevača Leonarda Cohena koji je 2014. objavila diskografska kuća Sony Music.

## Popis pjesama
| 1.    | »Slow« (Leonard Cohen, Patrick Leonard)                  | 3:25 |
| 2.    | »Almost Like the Blues« (Leonard Cohen, Patrick Leonard) | 3:28 |
| 3.    | »Samson in New Orleans«                                  | 4:39 |
| 4.    | »A Street« (Leonard Cohen, Anjani Thomas)                | 3:32 |
| 5.    | »Did I Ever Love You« (Leonard Cohen, Patrick Leonard)   | 4:10 |
| 6.    | »My Oh My« (Leonard Cohen, Patrick Leonard)              | 3:36 |
| 7.    | »Nevermind« (Leonard Cohen, Patrick Leonard)             | 4:39 |
| 8.    | »Born in Chains« (Cohen)                                 | 4:45 |
| 9.    | »You Got Me Singing« (Leonard Cohen, Patrick Leonard)    | 3:31 |
| 35:56 |                                                          |      |

## Vanjske poveznice
- AllMusic.com – Leonard Cohen: Popular Problems (engl.)